# Lingen
Lingen é uma cidade da Alemanha localizada no distrito de Emsland, estado de Baixa Saxônia. A cidade ficou conhecida por ter atingido um recorde de temperaturas altas durante a onda de calor na Europa em julho de 2019.